# Guilhermina de Württemberg
Guilhermina de Württemberg (Düsseldorf, 11 de julho de 1844 — Karlsruhe, 24 de abril de 1892) foi uma duquesa de Württemberg por nascimento e casamento.

## Biografia
Guilhermina era a filha mais velha do duque Eugénio Guilherme de Württemberg e da princesa Matilde de Schaumburg-Lippe.
A 8 de Maio de 1868, casou-se com um dos seus primos, o duque Nicolau de Württemberg, filho do duque Eugénio Frederico de Württemberg e da sua segunda esposa, a princesa Helena de Hohenlohe-Langenburg. O casal não teve filhos.
Guilhermina morreu em Karlsruhe a 8 de Maio de 1868, aos quarenta-e-sete anos de idade.

## Genealogia
| Guilhermina de Württemberg | Pai: Eugénio Guilherme de Württemberg | Avô paterno: Eugénio de Württemberg                        | Bisavô paterno: Eugénio Frederico de Württemberg       |
| Guilhermina de Württemberg | Pai: Eugénio Guilherme de Württemberg | Avô paterno: Eugénio de Württemberg                        | Bisavó paterna: Luísa de Stolberg-Gedern               |
| Guilhermina de Württemberg | Pai: Eugénio Guilherme de Württemberg | Avó paterna: Matilde de Waldeck e Pyrmont                  | Bisavô paterno: Jorge I, Príncipe de Waldeck e Pyrmont |
| Guilhermina de Württemberg | Pai: Eugénio Guilherme de Württemberg | Avó paterna: Matilde de Waldeck e Pyrmont                  | Bisavó paterna: Augusta de Schwarzburg-Sondershausen   |
| Guilhermina de Württemberg | Mãe: Matilde de Schaumburg-Lippe      | Avô materno: Jorge Guilherme, Príncipe de Schaumburg-Lippe | Bisavô materno: Filipe II, Conde de Schaumburg-Lippe   |
| Guilhermina de Württemberg | Mãe: Matilde de Schaumburg-Lippe      | Avô materno: Jorge Guilherme, Príncipe de Schaumburg-Lippe | Bisavó materna: Juliana de Hesse-Philippsthal          |
| Guilhermina de Württemberg | Mãe: Matilde de Schaumburg-Lippe      | Avó materna: Ida de Waldeck e Pyrmont                      | Bisavô materno: Jorge I, Príncipe de Waldeck e Pyrmont |
| Guilhermina de Württemberg | Mãe: Matilde de Schaumburg-Lippe      | Avó materna: Ida de Waldeck e Pyrmont                      | Bisavó materna: Augusta de Schwarzburg-Sondershausen   |